# Santa Anna de l'Hostal Roig
Santa Anna de l'Hostal Roig, o de Montllor és una antiga capella que actualment pertanyeria a la parròquia de Sant Salvador de Toló, però que sembla haver estat més relacionada històricament amb Tremp.
Està situada molt a prop i al sud-oest de l'Hostal Roig, en el camí que mena al turó on hi ha l'antic castell de Montllor.
El 1314 consta com a església romànica, dedicada a santa Maria. Més endavant -no se'n pot precisar la data- perdé la categoria parroquial, i canvià l'advocació per la de santa Anna.
Actualment, en queden algunes restes, que permeten endevinar un temple d'una sola nau coberta amb volta de canó, i capçalera trevolada, amb absis central i les dues absidioles oposades, en angle recte respecte de l'absis principal. Es tracta d'una obra del segle xii, amb carreus ben tallats i disposats en fileres uniformes.